# Goldbach (Thuringe)
Pour les articles homonymes, voir Goldbach.
Goldbach est une ancienne commune allemande de l'arrondissement de Gotha en Thuringe, siège de la communauté d'administration Mittleres Nessetal.

## Géographie

Situation de la commune (en rouge) dans l'arrondissement de Gotha

Goldbach est située au nord de l'arrondissement, dans le bassin de Thuringe, sur un affluent de la Nesse à 8 km au nord-ouest de Gotha, le chef-lieu de l'arrondissement.
Goldbach est le siège de la communauté d'administration Mittleres Nessetal (Verwaltungsgemeinschaft Mittleres Nessetal).
Communes limitrophes (en commençant par le nord et dans le sens des aiguilles d'une montre) : Wangenheim, Hochheim, Warza, Remstädt, Hörsel et Sonneborn.

## Histoire
La première mention du village de Goldbach date de la période 780-802 dans un document de l'abbaye de Fulda.
Goldbach a fait partie du duché de Saxe-Cobourg-Gotha (cercle de Gotha).
En 1922, après la création du land de Thuringe, Goldbach est intégrée au nouvel arrondissement de Gotha avant de rejoindre le district d'Erfurt en 1949 pendant la période de la République démocratique allemande jusqu'en 1990.

## Démographie
Commune de Goldbach :
| 1910  | 1925  | 1933  | 1939  | 1995  | 2000  | 2005  | 2010  |
| ----- | ----- | ----- | ----- | ----- | ----- | ----- | ----- |
| 1 104 | 1 200 | 1 219 | 1 348 | 1 490 | 1 951 | 1 800 | 1 694 |

## Politique
À l'issue des élections municipales du 7 juin 2009, le Conseil municipal, composé de 12 sièges, est composé comme suit :
| Parti       | Nombre de conseillers | Pourcentage de voix |
| ----------- | --------------------- | ------------------- |
| FWG         | 7                     | 56,6 %              |
| BI Goldbach | 5                     | 43,4 %              |

## Communications
La commune est traversée par la route L1030 Gotha-Sonneborn-Friedrichswerth. La L2122 se dirige au nord vers Wangenheim et Hörselberg-Hainich et la L2123 à l'est vers Warza et Bufleben.